# Epipedobates bolivianus
Ameerega boliviana là một loài ếch thuộc họ Dendrobatidae.
Đây là loài đặc hữu của Bolivia.
Môi trường sống tự nhiên của chúng là vùng núi ẩm nhiệt đới hoặc cận nhiệt đới, sông ngòi, đầm nước ngọt, đầm nước ngọt có nước theo mùa, vùng đồng cỏ, vườn nông thôn, và rừng thoái hóa nghiêm trọng.